# 文化英雄

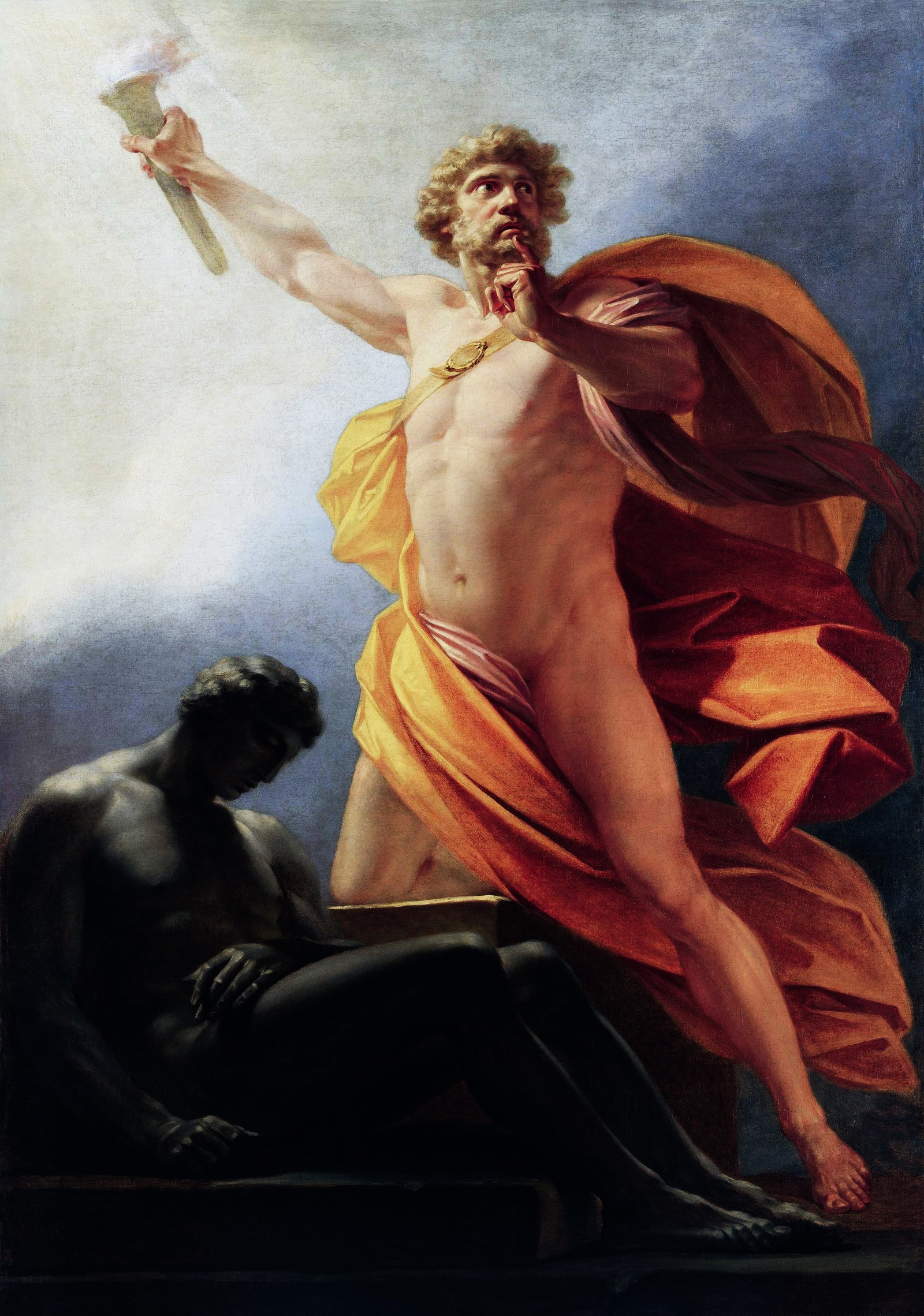
ギリシア神話のプロメーテウス

文化英雄（ぶんかえいゆう、culture hero）とは、火や作物の栽培法などの有意義な発明や発見をもたらし、人間世界の文化に寄与したとされる伝説的人物やある種の動物のことをいう。

## 概要
文化英雄は民族、部族の始祖やトーテムとして位置づけられることも多い。また文化英雄は至高神や創造神と異なり、既存の世界の上で特定の文化要素の創造を行う存在である。文化英雄の中には、いたずらを行う異界の存在であるトリックスターである例も見られる。
例えば、ポリネシア神話のマウイは、無数の冒険譚の主役であり、火を人々にもたらし、主要な技術の発明をもたらした存在であるとともに、いたずらや反社会的行動をするトリックスターでもある。彼は異常出生した半神半人の出自を持ち、次々と天・地上・地下界に滞在し、その活動が神々と人間の間を絶えず往復しながら展開する。このことは、彼に両義的性格をもたらし、トリックスターの地位を与えるとともに、人々に欠けていたものを異界、外部からもたらすという文化英雄の役割を可能にさせている。
アメリカ・インディアンの神話では、しばしばコヨーテなど特定の動物が文化英雄とトリックスターの両面を持ち、秩序と破壊、文化と自然の媒介者の位置を占める。

## 主な文化英雄
プロメーテウス
神話に登場する文化英雄としてよく知られているのは、ギリシア神話のプロメーテウスである。彼は、ゼウスの意志に逆らい、火や穀物を人間にもたらす。その行いに怒ったゼウスは、彼をカウカーソス山の山頂に張り付けにし、生きながらにして毎日肝臓を巨大な鷲エトンについばまれる責め苦を与えた。
ケツァルコアトル
中米で大きな勢力を誇る翼蛇神ケツァルコアトルも、著名な文化英雄である。彼はアステカ神話における主要な神であり、人類を創造した神であり、火をもたらし作物を与え、農耕、文化、芸能など人類に必要なあらゆるものを伝えたとされている。
ルシファー
聖書の創世記において、イヴとアダムに知恵の樹の実（禁断の果実）を食べさせることによって、無知だった人に知恵を授ける。
（創造主はこれを知り、二人をエデンから追放した。いわゆる「原罪」である）
グリゴリ
聖書『エノク書』に出る堕天使の一団。エグリゴリとも言う。人類に知識を授ける。
ワイナミョイネン
フィンランドの民間伝承およびカレワラで重要な位置を占めている。
アイヌラックル
アイヌの伝承の創世神話における英雄神で、アイヌ民族の祖とされる地上で初めて誕生した神。エピソードを通じて人々の日常生活を支える多くの品々の起源が語られることから、アイヌ神話の上での文化英雄の役割を持つ。